# Kecamatan Jeruklegi
Kecamatan Jeruklegi är ett distrikt i Indonesien.   Det ligger i provinsen Jawa Tengah, i den västra delen av landet, 290 km sydost om huvudstaden Jakarta.